# Villa Le Chêne
La villa Le Chêne, est un bâtiment situé dans la commune genevoise de Genève, en Suisse.

## Histoire
Avec l'acquisition de la campagne Duval par le jardin botanique en 1954, la villa est incorporée dans le nouveau domaine et en devient rapidement la réception.
Tout comme l'ensemble jardin, incluant les serres, les bibliothèques et collections, ainsi que la maison de maître « La Console »,  Le Chêne est inscrit comme bien culturel suisse d'importance nationale.